# Ableton Live
Ableton Live là một máy trạm âm thanh kỹ thuật số cho macOS và Windows được phát triển bởi Ableton có trụ sở tại Berlin, Đức.

## Lịch sử
Những người đồng sáng lập Ableton là Gerhard Behles, Robert Henke và Bernd Roggendorf đã phát triển Ableton Live từ phần mềm tự chế mà Behles và Henke đã tạo ra cho các buổi biểu diễn trực tiếp của họ với tên gọi Monolake. Họ đã phát hành phiên bản đầu tiên của Ableton Live vào ngày 30 tháng 10 năm 2001 dưới dạng phần mềm thương mại.

## Phiên bản
Ableton Live có sẵn trong ba phiên bản: Intro (với các tính năng chính hạn chế), Standard và Suite.
Ngoài ra Ableton có một phiên bản rút gọn "Lite" với các tính năng chính nhưng bị giới hạn. Có thể lấy được bằng cách mua mã sê-ri (với giá rẻ) hoặc đi kèm miễn phí khi mua các ứng dụng iOS hoặc các thiết bị phần cứng/nhạc cụ của bên thứ ba.

## Ableton Note
Ableton Note là một ứng dụng âm nhạc độc lập được rút gọn từ phiên bản dành cho máy tính có thể liên kết với Live thông qua Ableton Cloud của họ. Và đựoc đi kèm giấy phép Ableton Live Lite miễn phí cho tất cả người dùng .